# Vitaly Petrov
Pour les articles homonymes, voir Petrov.
Cet article concerne le pilote de Formule 1 Vitaly Petrov. Pour l'entraîneur de saut à la perche, voir Vitaly Petrov (athlétisme).
Vitaly Petrov, né le 8 septembre 1984 à Vyborg en Russie, est un pilote automobile russe. Il effectue en 2010 ses débuts en Formule 1 au sein de l'écurie Renault, devenant le premier pilote russe à être engagé en Formule 1.

## Biographie
Vitaly Aleksandrovich Petrov n'a pas commencé sa carrière en karting mais a commencé tardivement la compétition automobile en participant de 1998 à 2001 à des rallyes et courses sur glace dans son pays. En 2001, il dispute la coupe Lada, qu'il remporte en 2002. Renault le remarque en 2003 et lui fait disputer différents championnats de Formule Renault 2000 où il ne s'illustre guère. Entre-temps, Petrov dispute des compétitions organisées par Lada et remporte la Lada Revolution Russia en 2005. La même année, il remporte le championnat de Russie de Formule 1600.

### GP2 (2006-2009)

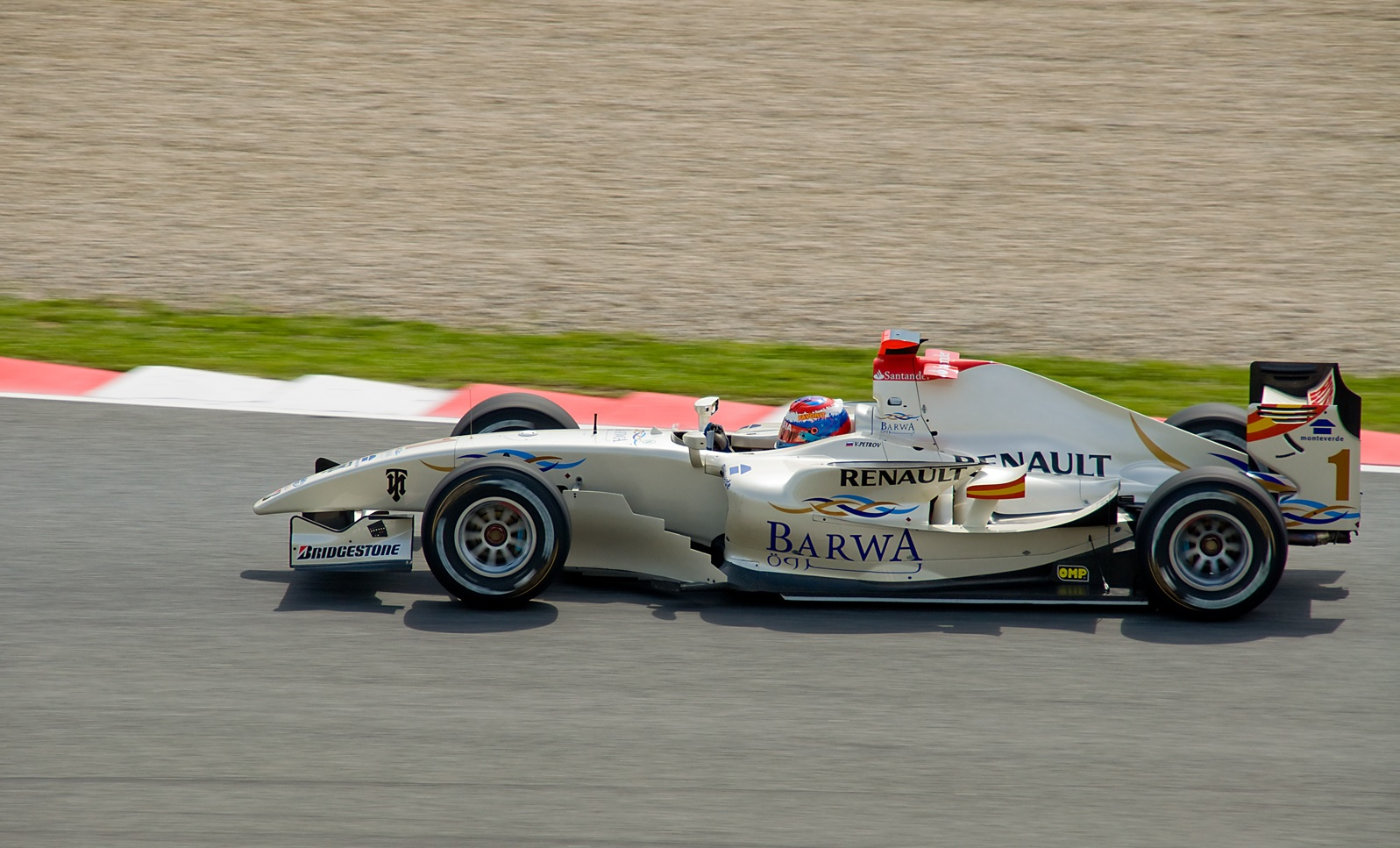
Vitaly Petrov à Barcelone en 2009

Vitaly s'engage alors en GP2 Series à partir de 2006. En 2007, il remporte sa première victoire avec l'écurie Campos Racing et termine treizième du championnat. Il remporte une nouvelle victoire en 2008 et monte à quatre reprises sur le podium, ce qui lui permet de terminer troisième du championnat.
Petrov s'engage avec Barwa Addax pour la saison 2009 et termine vice-champion derrière Nico Hülkenberg avec notamment trois victoires. Ses bonnes performances, ainsi que l'apport d'un substantiel complément budgétaire, lui permettent d'être engagé par l'écurie Renault pour disputer la saison 2010 de Formule 1 aux côtés de Robert Kubica. Il devient le premier pilote russe en championnat du monde de Formule 1.

### Formule 1

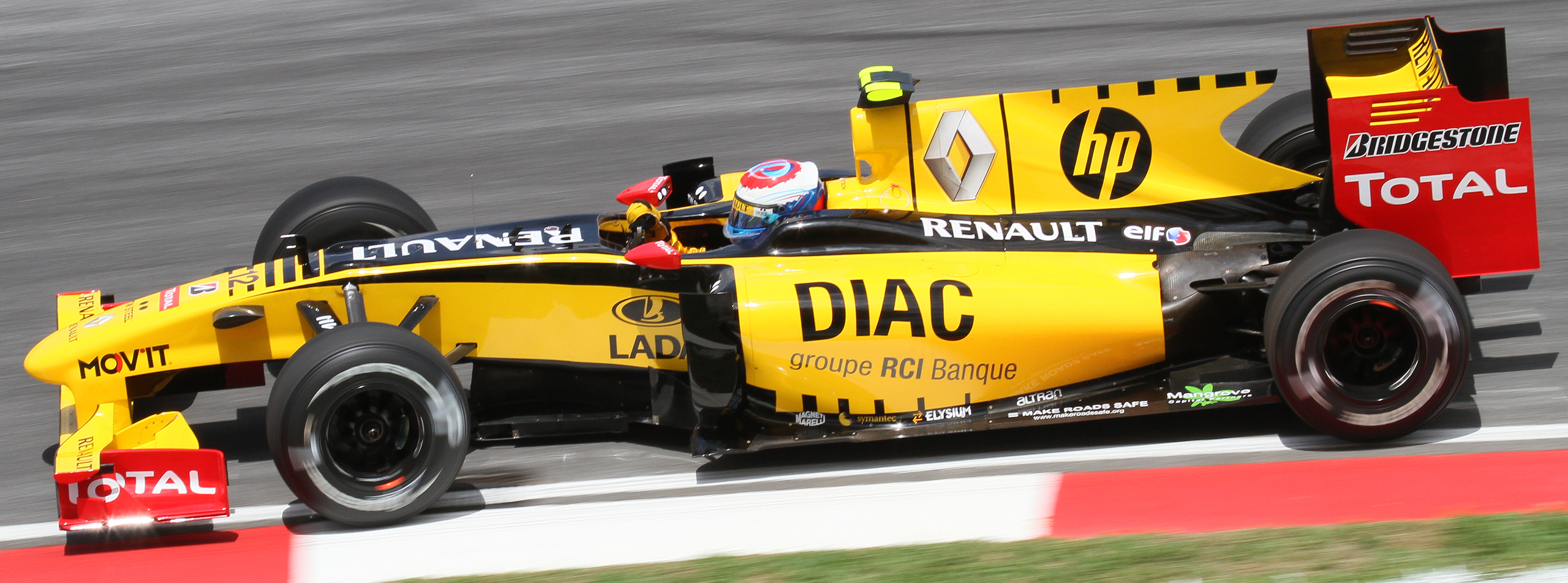
Vitaly Petrov sur R30 à Sepang en 2010

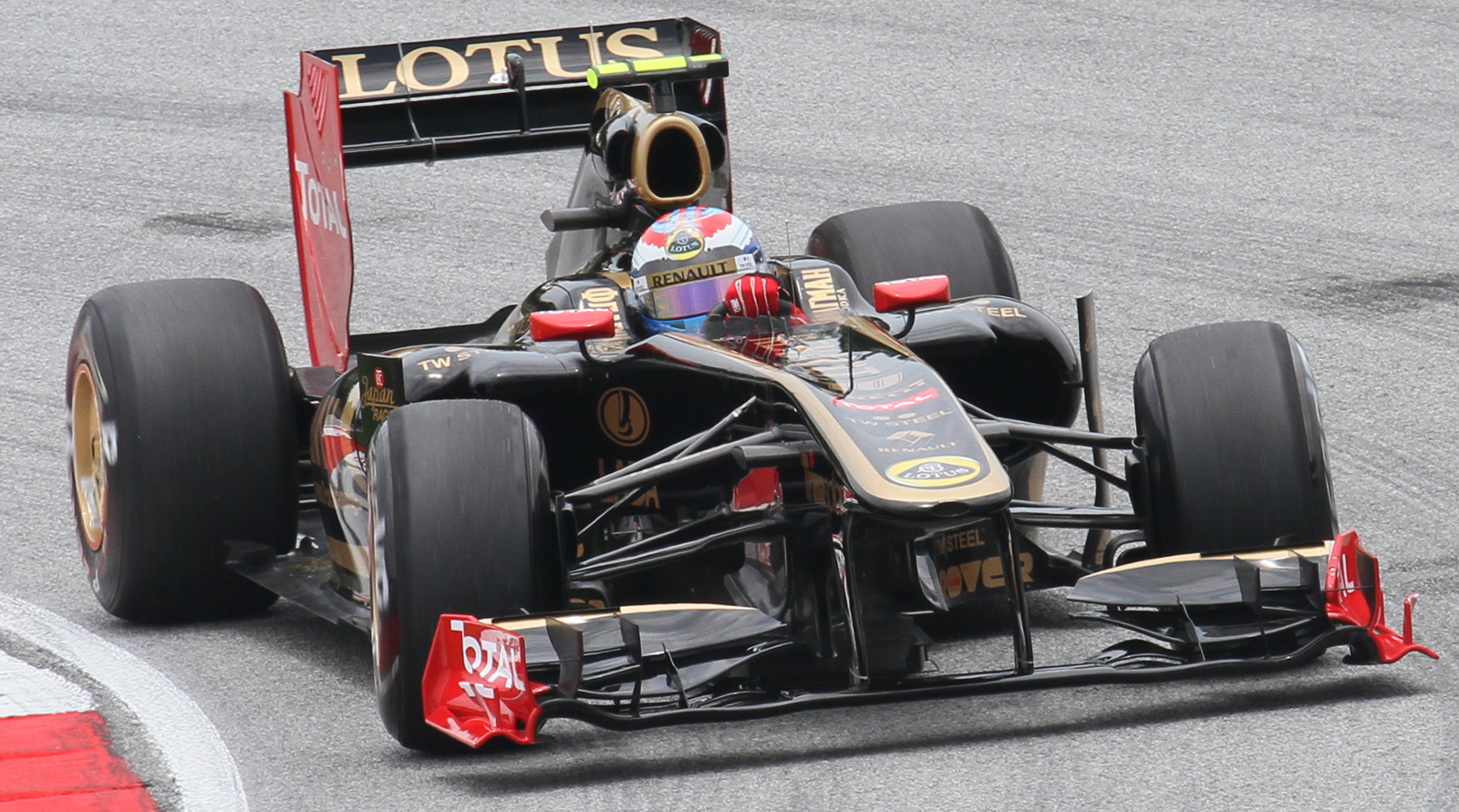
Vitaly Petrov sur R31 à Sepang en 2011

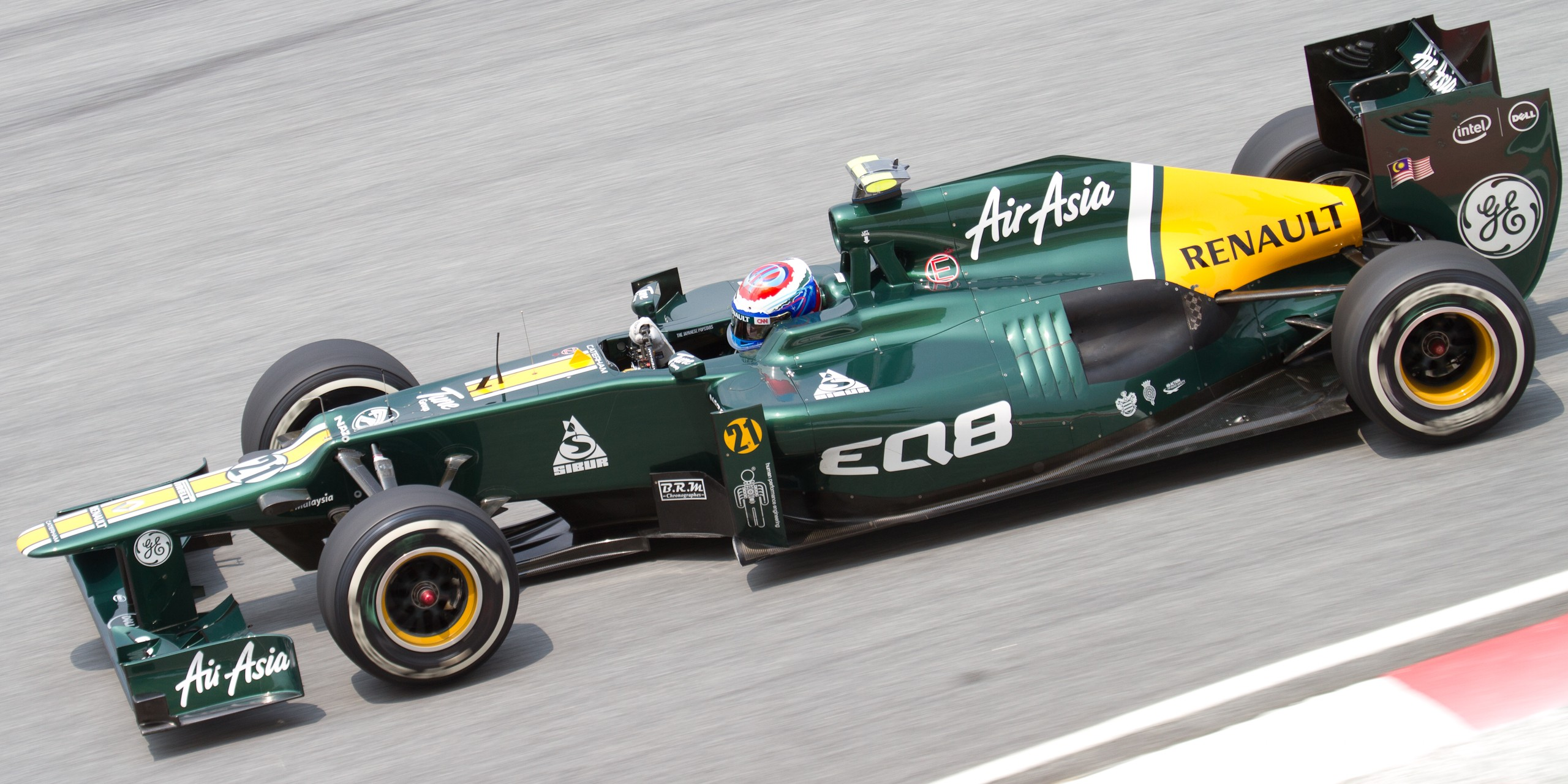
Vitaly Petrov sur Caterham à Sepang en 2012

Les débuts en Formule 1 de Vitaly Petrov sont difficiles : trois abandons consécutifs (suspension cassée à Sahkir, tête-à-queue à Melbourne, boîte de vitesses défectueuse en Malaisie). Petrov marque ses premiers points en championnat lors du Grand Prix de Chine, quatrième épreuve de la saison, où il se classe septième. Après une série de six scores vierges consécutifs, son écurie le somme d'obtenir des résultats sous peine de perdre son baquet de titulaire en 2011. Il réagit à cette pression en obtenant le point de la dixième place au Grand Prix d'Allemagne à Hockenheim puis en réalisant la semaine suivante en Hongrie sa meilleure qualification de l'année (septième devant son coéquipier huitième, ce qui n'était jamais arrivé auparavant). Petrov conclut sa prestation hongroise par une cinquième place finale qui le propulse à la douzième place du championnat du monde. En Italie, il finit treizième, à Singapour, onzième et il abandonne à Suzuka et en Corée du Sud. Au Grand Prix d'Abou Dabi, il se classe sixième derrière son coéquipier et termine à la treizième place du championnat du monde.
Le 22 décembre 2010, Lotus Renault GP annonce que Vitaly Petrov portera les couleurs de l'équipe en 2011 et 2012. À l'occasion du Grand Prix inaugural, en Australie sur le circuit de l'Albert Park de Melbourne, il réalise sa meilleure performance en course en terminant troisième, après être parti sixième, derrière Sebastian Vettel et Lewis Hamilton. Au Grand Prix de Malaisie, il se qualifie à la huitième place mais, en course, abandonne après une violente sortie de piste à quatre tours de la fin alors qu'il était septième. Au Grand Prix de Chine, il se classe neuvième. À Monaco, alors qu'il bataille dans les points, il est victime d'un carambolage en fin de course et frappe le muret dans le virage de la piscine. Évacué en ambulance, il ne subit aucune blessure grave. Lors du Grand Prix du Canada, il se classe cinquième. La suite de la saison est en revanche plus compliquée et Vitaly termine le championnat à la dixième place avec 37 points.
Le 9 novembre 2011, Romain Grosjean est annoncé en qualité de second pilote titulaire aux côtés de Kimi Räikkönen pour remplacer Petrov. Le 17 février 2012, Caterham F1 Team annonce sa titularisation aux côtés de Heikki Kovalainen, à la place de Jarno Trulli. En 2013, il est remplacé par Charles Pic.

### Après la Formule 1
Après une saison sabbatique, libre de tout contrat, il participe à la saison 2014 de Deutsche Tourenwagen Masters, mais termine dernier du championnat avec aucun point. En 2015, il devient consultant pour Motorsport.com Russie.
Nommé par la FIA au Grand Prix automobile du Portugal 2020 pour officier en tant pilote-référent dans le but d'assister les commissaires sportifs lors de ce Grand Prix se déroulant le 25 octobre 2020 sur le circuit de Portimão, l'assassinat de son père Alexandr Petrov à Vyborg en Russie le contraint à abandonner son poste pour la course du dimanche.

## Résultats en championnat du monde de Formule 1
| Saison | Écurie           | Châssis | Moteur     | Pneus       | GP disputés | Victoires | Pole positions | Meilleurs tours | Podiums | Abandons | Points inscrits | Classement |
| ------ | ---------------- | ------- | ---------- | ----------- | ----------- | --------- | -------------- | --------------- | ------- | -------- | --------------- | ---------- |
| 2010   | Renault F1 Team  | R30     | Renault V8 | Bridgestone | 19          | 0         | 0              | 1               | 0       | 6        | 27              | 13e        |
| 2011   | Lotus Renault GP | R31     | Renault V8 | Pirelli     | 19          | 0         | 0              | 0               | 1       | 4        | 37              | 10e        |
| 2012   | Caterham F1 Team | CT01    | Renault V8 | Pirelli     | 19          | 0         | 0              | 0               | 0       | 2        | 0               | 19e        |

## Carrière
| Saison  | Série                                       | Équipe                          | Courses | Victoires | Pole positions | Meilleurs tours | Podiums | Points | Classement |
| ------- | ------------------------------------------- | ------------------------------- | ------- | --------- | -------------- | --------------- | ------- | ------ | ---------- |
| 2001    | Lada Cup Russia                             | ?                               | ?       | ?         | ?              | ?               | ?       | ?      | 1er        |
| 2002    | Lada Cup Russia                             | ?                               | 5       | 5         | 5              | 5               | 5       | 500    | 1er        |
| 2002    | VW Polo Cup                                 | ?                               | 1       | 1         | ?              | ?               | 1       | ?      | ?          |
| 2002    | Formula RUS                                 | 10 Duimov                       | 2       | 2         | ?              | ?               | 2       | ?      | ?          |
| 2003    | Formule Renault 2.0 UK Winter Series        | Eurotek Motorsport              | ?       | 1         | 0              | 0               | 1       | 44     | 4e         |
| 2003    | Formule Renault 2000 UK                     | Eurotek Motorsport              | 2       | 0         | 0              | 0               | 0       | 23     | 28e        |
| 2003    | Formule Renault 2000 Italie                 | Euronova Junior Team            | 12      | 0         | 0              | 0               | 0       | 12     | 19e        |
| 2003    | Formule Renault 2000 Masters                | Euronova Racing                 | 6       | 0         | 0              | 0               | 0       | 0      | NC         |
| 2003    | 2003 Euro Formula 3000                      | Euronova Racing                 | 1       | 0         | 0              | 0               | 0       | 0      | 22e        |
| 2004    | Formula Renault 2000 Italia                 | Euronova Junior Team            | 4       | 0         | 0              | 0               | 0       | 2      | 28e        |
| 2004    | Formule Renault 2000 Eurocup                | Euronova Junior Team            | 4       | 0         | 0              | 0               | 0       | 0      | NC         |
| 2004    | 2004 Euro Formule 3000                      | Euronova Racing                 | 1       | 0         | 0              | 0               | 0       | 0      | NC         |
| 2004    | Lada Revolution Russia                      | Elex Polyus                     | 4       | 1         | 4              | ?               | 4       | 43     | 2e         |
| 2005    | Formula 1600 Russia                         | Art-Line ProTeam                | 6       | 5         | 1              | ?               | 9       | 85     | 1er        |
| 2005    | Lada Revolution Russia                      | Maxmotor-Ulianovsk              | 14      | 10        | 5              | 6               | 9       | ?      | 1er        |
| 2006    | Euroseries 3000                             | Euronova Racing                 | 17      | 4         | 0              | 2               | 9       | 72     | 3e         |
| 2006    | GP2 Series                                  | David Price Racing              | 8       | 0         | 0              | 0               | 0       | 0      | 28e        |
| 2006    | F3000 International Masters                 | Charouz Racing System           | 2       | 0         | 1              | 0               | 0       | 0      | 29e        |
| 2007    | GP2 Series                                  | Campos Grand Prix               | 21      | 1         | 0              | 0               | 1       | 21     | 13e        |
| 2008    | GP2 Series                                  | Barwa International Campos Team | 20      | 1         | 0              | 1               | 3       | 39     | 7e         |
| 2008    | GP2 Asia Series                             | Campos Grand Prix               | 10      | 1         | 1              | 0               | 4       | 33     | 3e         |
| 2008–09 | GP2 Asia Series                             | Barwa International Campos Team | 11      | 1         | 0              | 0               | 3       | 28     | 5e         |
| 2009    | GP2 Series                                  | Barwa Addax Team                | 20      | 2         | 2              | 1               | 7       | 75     | 2e         |
| 2010    | Formule 1                                   | Renault F1 Team                 | 19      | 0         | 0              | 1               | 0       | 27     | 13e        |
| 2011    | Formule 1                                   | Lotus Renault GP                | 19      | 0         | 0              | 0               | 1       | 37     | 10e        |
| 2012    | Formule 1                                   | Caterham F1 Team                | 20      | 0         | 0              | 0               | 0       | 0      | 19e        |
| 2014    | Championnat DTM                             | Mücke Motorsport                | 10      | 0         | 0              | 0               | 0       | 0      | 23e        |
| 2016    | Championnat du monde d'endurance FIA - LMP2 | SMP Racing                      | 9       | 0         | 0              | 0               | 1       | 63     | 9e         |
| 2016    | 24 Heures du Mans - LMP2                    | SMP Racing                      | 1       | 0         | 0              | 0               | 1       | N/A    | 3e         |
| 2016    | European Le Mans Series                     | SMP Racing                      | 2       | 0         | 0              | 0               | 1       | 23     | 15e        |
| 2017    | Championnat du Monde d'Endurance FIA - LMP2 | CEFC Manor TRS Racing           | 6       | 0         | 0              | 0               | 0       | 20     | 20e*       |
| 2017    | 24 Heures du Mans - LMP2                    | CEFC Manor TRS Racing           | 1       | 0         | 0              | 0               | 0       | N/A    | Abd        |

## Résultat aux 24 Heures du Mans
| Année | Équipe                | no | Voiture             | Moteur                  | Pneumatiques | Catégorie | Équipiers                         | Tours | Résultat      |
| ----- | --------------------- | -- | ------------------- | ----------------------- | ------------ | --------- | --------------------------------- | ----- | ------------- |
| 2007  | Noël del Bello Racing | 24 | Courage LC75        | AER P07 2.0L Turbo l4   | Michelin     | LMP2      | Romain Iannetta Liz Halliday (en) | 198   | Abandon       |
| 2016  | SMP Racing            | 37 | BR Engineering BR01 | Nissan VK45DE 4,5 L V8  | Dunlop       | LMP2      | Viktor Shaytar Kirill Ladygin     | 353   | 7e et 3e LMP2 |
| 2017  | CEFC Manor TRS Racing | 25 | Oreca 07            | Gibson GK428 4.2 L V8   | Dunlop       | LMP2      | Roberto González Simon Trummer    | 152   | Abandon       |
| 2018  | SMP Racing            | 11 | BR Engineering BR1  | AER P60B 2.4 L Turbo V6 | Michelin     | LMP1      | Mikhail Aleshin Jenson Button     | 315   | Abandon       |
| 2019  | SMP Racing            | 11 | BR Engineering BR1  | AER P60B 2.4 L V6 Turbo | Michelin     | LMP1      | Mikhail Aleshin Stoffel Vandoorne | 379   | 3e            |